# 趙文表
趙 文表（ちょう ぶんひょう、生年不詳 - 580年）は、中国の西魏から北周にかけての軍人・政治家。本貫は天水郡顕親県。

## 経歴
趙江の子として生まれた。弓と馬を得意とし、左右に騎射することができた。また『春秋左氏伝』を読むのを好んだ。はじめ宇文泰の側近として任用された。
554年、開府田弘の下で山南を攻撃し、功績により都督に任じられた。また巴州と信州の平定に従い、帥都督に転じた。許国公宇文貴の下で蜀に駐屯し、行昌城郡事をつとめた。中軍将軍・左金紫光禄大夫の位を加えられた。561年、許国公府司馬に任じられ、大都督に転じた。565年、畿伯下大夫の位を受けた。また許国公府長史となった。まもなく車騎大将軍・儀同三司となった。
宇文貴の下で突厥への使者としておもむき、阿史那皇后を迎えるにあたって、儀礼的なことはすべて文表がつかさどった。皇后を迎えた功績により、伯陽県伯の別封を受けた。
568年、梁州総管府長史に任じられた。恒陵の獠族の反抗が続いたので、文表が兵を率いてこれを鎮圧した。蓬州刺史に転じ、寛容な統治で知られた。驃騎大将軍・開府儀同三司の位を加えられた。位は大将軍に進み、爵位は公となった。
580年、呉州総管に任じられた。楊堅が丞相となり、尉遅迥らが挙兵して、時勢が騒然としてくると、呉州刺史の于顗は文表が叛くことをおそれ、先手を打つこととした。于顗は病と称して外出せず、文表が見舞いに訪れたところを、手ずから刃にかけた。官吏たちに「文表が乱を謀った」と言わせて、報告させた。楊堅は諸叛乱の平定に忙殺されていたため、于顗に変事を起こされるわけにいかず、于顗を呉州総管に任じて安堵させた。後に文表の冤罪が雪がれ、子の趙仁海が爵位を嗣いだ。

## 伝記資料
- 『周書』巻33 列伝第25
- 『北史』巻69 列伝第57